# Наттаж
Натта́ж (фр. Nattages) — колишній муніципалітет у Франції, у регіоні Овернь-Рона-Альпи, департамент Ен. Населення — 574 осіб (2011).
Муніципалітет був розташований на відстані близько 440 км на південний схід від Парижа, 75 км на схід від Ліона, 70 км на південний схід від Бург-ан-Бресса.

## Історія
До 2015 року муніципалітет перебував у складі регіону Рона-Альпи. Від 1 січня 2016 року належав до нового об'єднаного регіону Овернь-Рона-Альпи.
1 січня 2016 року Наттаж і Парв було об'єднано в новий муніципалітет Парв-е-Наттаж.

## Демографія
Динаміка населення (Cassini ):
Розподіл населення за віком та статтю (2006):
| Стать | Всього | До 15 років | 15-24 | 25-44 | 45-64 | 65-85 | Понад 85 |
| --- | ------ | ----------- | ----- | ----- | ----- | ----- | -------- |
| Чоловіки | 261    | 35          | 39    | 70    | 96    | 17    | 4        |
| Жінки | 285    | 56          | 30    | 69    | 87    | 43    | 0        |
| \| Статево-вікова піраміда \| Статево-вікова піраміда \| Статево-вікова піраміда \| \| ----------------------- \| ----------------------- \| ----------------------- \| \| Чоловіки \| Вік \| Жінки \| \| 4 \| 85 + \| 0 \| \| 9 \| 80-84 \| 4 \| \| 0 \| 75-79 \| 22 \| \| 4 \| 70-74 \| 13 \| \| 4 \| 65-69 \| 4 \| \| 0 \| 60-64 \| 9 \| \| 30 \| 55-59 \| 13 \| \| 22 \| 50-54 \| 26 \| \| 44 \| 45-49 \| 39 \| \| 22 \| 40-44 \| 26 \| \| 22 \| 35-39 \| 22 \| \| 9 \| 30-34 \| 4 \| \| 17 \| 25-29 \| 17 \| \| 13 \| 20-24 \| 13 \| \| 26 \| 15-20 \| 17 \| \| 9 \| 10-14 \| 30 \| \| 17 \| 5-9 \| 17 \| \| 9 \| 0-4 \| 9 \| |        |             |       |       |       |       |          |
| Статево-вікова піраміда |        |             |       |       |       |       |          |
| Чоловіки | Вік    | Жінки       |       |       |       |       |          |
| 4 | 85 +   | 0           |       |       |       |       |          |
| 9 | 80-84  | 4           |       |       |       |       |          |
| 0 | 75-79  | 22          |       |       |       |       |          |
| 4 | 70-74  | 13          |       |       |       |       |          |
| 4 | 65-69  | 4           |       |       |       |       |          |
| 0 | 60-64  | 9           |       |       |       |       |          |
| 30 | 55-59  | 13          |       |       |       |       |          |
| 22 | 50-54  | 26          |       |       |       |       |          |
| 44 | 45-49  | 39          |       |       |       |       |          |
| 22 | 40-44  | 26          |       |       |       |       |          |
| 22 | 35-39  | 22          |       |       |       |       |          |
| 9 | 30-34  | 4           |       |       |       |       |          |
| 17 | 25-29  | 17          |       |       |       |       |          |
| 13 | 20-24  | 13          |       |       |       |       |          |
| 26 | 15-20  | 17          |       |       |       |       |          |
| 9 | 10-14  | 30          |       |       |       |       |          |
| 17 | 5-9    | 17          |       |       |       |       |          |
| 9 | 0-4    | 9           |       |       |       |       |          |

## Економіка
2010 року серед 367 осіб працездатного віку (15—64 років) 274 були активними, 93 — неактивними (показник активності 74,7%, у 1999 році було 77,6%). З 274 активних мешканців працювали 262 особи (140 чоловіків та 122 жінки), безробітними було 12 (6 чоловіків та 6 жінок). Серед 93 неактивних 28 осіб було учнями чи студентами, 40 — пенсіонерами, 25 були неактивними з інших причин.

У 2010 році в муніципалітеті числилось 222 оподатковані домогосподарства, у яких проживали 573,0 особи, медіана доходів виносила 20 639,5 євро на одного особоспоживача